# サン＝モーリス (ヴァル＝ド＝マルヌ県)
サン＝モーリス （Saint-Maurice）は、フランス、イル＝ド＝フランス地域圏、ヴァル＝ド＝マルヌ県のコミューン。1842年までの名はシャラントン＝サン＝モーリス（Charenton-Saint-Maurice）であった。

## 地理
サン＝モーリスはパリ盆地の中にある。西のシャラントン＝ル＝ポン、東のジョアンヴィル＝ル＝ポン、南のサン＝モール＝デ＝フォッセ、メゾン＝アルフォールに囲まれている。北部はヴァンセンヌの森に接する。

## 交通
- 道路 - A4

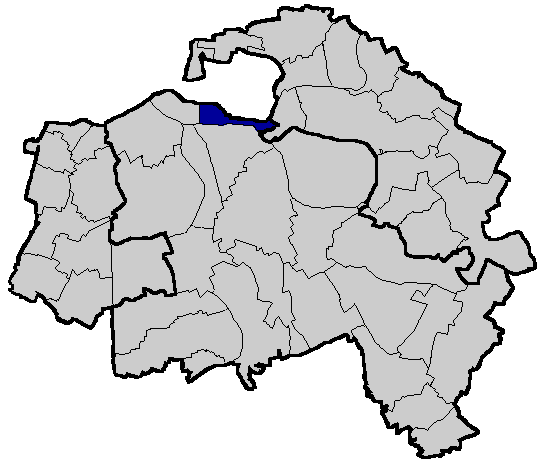
サン＝モーリスの位置

- 鉄道 - いずれの鉄道駅もコミューン駅にないが、近接するシャラントン＝ル＝ポンとジョアンヴィル＝ル＝ポンに近いため、パリメトロ8号線シャラントン＝エコール駅、RER A線シャラントン＝ル＝ポン駅が最寄となる。

## 歴史
シャラントン＝サン＝モーリスが歴史上に登場するのは11世紀である。
1606年、アンリ4世はユグノーたちの教会建設を許可したが、この教会はカトリック派らにより1621年に放火された。1623年、サロモン・ド・ブロッス（fr）の設計により教会が再建された。1685年にカトリック派が再び教会に火を放とうとした。
1641年、シャリテ修道会はシャラントン教区に、病人と精神を病んだ人々を収容するための病院用地を与えられた。
パリに接していたサン＝モーリスでは、映画が撮影され始めた初期に撮影所があった。

## 史跡
- ウジェーヌ・ドラクロワの生家
- 旧エスキロル病院 - 元の精神科病院。マルキ・ド・サドが収容され、ポール・ヴェルレーヌも幾度か訪れている。

## 出身者
- ハッサン・イェブダ - サッカー選手
- エリック・アサドゥリアン - サッカー選手
- エバン・フォーニエ - バスケットボール選手
- ウジェーヌ・ドラクロワ - 画家
- アドリアン・ラビオ - サッカー選手
- ヌーハ・ディッコ - サッカー選手
- レニー・ヨロ - サッカー選手

## 姉妹都市
- サン＝モーリス、ヴァレー州、スイス
- エアレンバッハ、ドイツ
- クルタローロ、イタリア